# コール・ミー・クルエラ
『コール・ミー・クルエラ』（英: Call me Cruella）は日本の歌手柴咲コウの楽曲。初出は2021年5月21日発売のオリジナル・サウンドトラック『クルエラ オリジナル・サウンドトラック』であり、後に2023年11月29日発売の企画アルバム『KO SHIBASAKI ACTOR'S THE BEST -Melodies of Screens-』にも収録されており、ディズニー映画『クルエラ』の日本版エンドソングとなっている。

## 概要
本作はイギリス人アーティストフローレンス・アンド・ザ・マシーンが手がけた楽曲で、ダークで妖艶な世界観が広がる楽曲に仕上がっている。
フローレンス・アンド・ザ・マシーンのバンドリーダーを務めるフローレンス・ウェルチは本作について、ユニバーサル・ミュージック・ジャパンの公式サイトにて以下のように語っている。
私が初めて歌い方を学んだ曲のいくつかは、ディズニー・ソングでした。中でも、ディズニーヴィランズ（悪役）の曲は素晴らしい曲が多いです。ですから、『クルエラ』のために歌を作り、演奏するのを手伝うことは、私の子供の頃からの長い夢を叶えることになります。ニコラス・ブリテルとディズニーには、私に自由な創作活動を許してくれたこと、そしてクルエラの美しい狂気を託してくれたことに、とても感謝しています—フローレンス・ウェルチ
また、本作を作曲したニコラス・ブリテルもユニバーサル・ミュージック・ジャパンの公式サイトにて以下のように語っている。
私はフローレンスの大ファンなので、『Call me Cruella』で彼女とコラボレーションできたことは本当に嬉しかったです。この曲と『クルエラ』のスコアでは、60年代、70年代のロンドンの生々しいロックの美学を表現することを目標にしました。ロンドンのアビイ・ロードとAIRスタジオで、すべてのビンテージ機材とアナログテープを使って録音し、オーケストラの要素とエレクトリックギター、ベース、オルガン、キーボード、ドラムを融合させました—ニコラス・ブリテル
柴咲はクルエラの吹替を担当しており、そのエンドソングの日本版も努める形となった。
柴咲はクルエラの持つ意思の強さを表現しつつ、歌と同時にクルエラの心情と葛藤を表現したセリフパートの部分を日本語にすることでリズムに違和感が生じないように気を付けつつ、音と馴染ませるように試行錯誤しながら制作したのだと言う。
柴咲は本楽曲に関して以下のように語っている。
この楽曲から、クルエラの持つ“自分に正直に生きる”“心の声に従う”“これが私である”という意志の強さ、表れを感じました。「『クルエラ・デ・ビル 闇に染まる それが私』『美を支配する』というセリフパートの歌詞が好きです。よりクルエラの強さを秘めている部分だと思います。それが過剰になりすぎないように、クルエラが自身を客観的に見据えているような雰囲気を大切にレコーディングしました—柴咲コウ

## 収録曲
1. コール・ミー・クルエラ (1:59)
作詞：Nicholas Britell・Florence Welch・Steph Jones・ Jordan Powers・Taura Stinson・日本語訳：Mai Furugaichi / 作曲：Nicholas Britell・Florence Welch・Steph Jones・ Jordan Powers・Taura Stinson / 編曲：Nicholas Britell
『クルエラ オリジナル・サウンドトラック』（日本版）収録曲
ディズニー映画『クルエラ』日本版エンドソング